# Ślizów
Ślizów (deutsch Schleise) ist ein Ort mit einem Schulzenamt in der Stadt- und Landgemeinde Syców im Powiat Oleśnicki der Woiwodschaft Niederschlesien in Polen.

## Geschichte

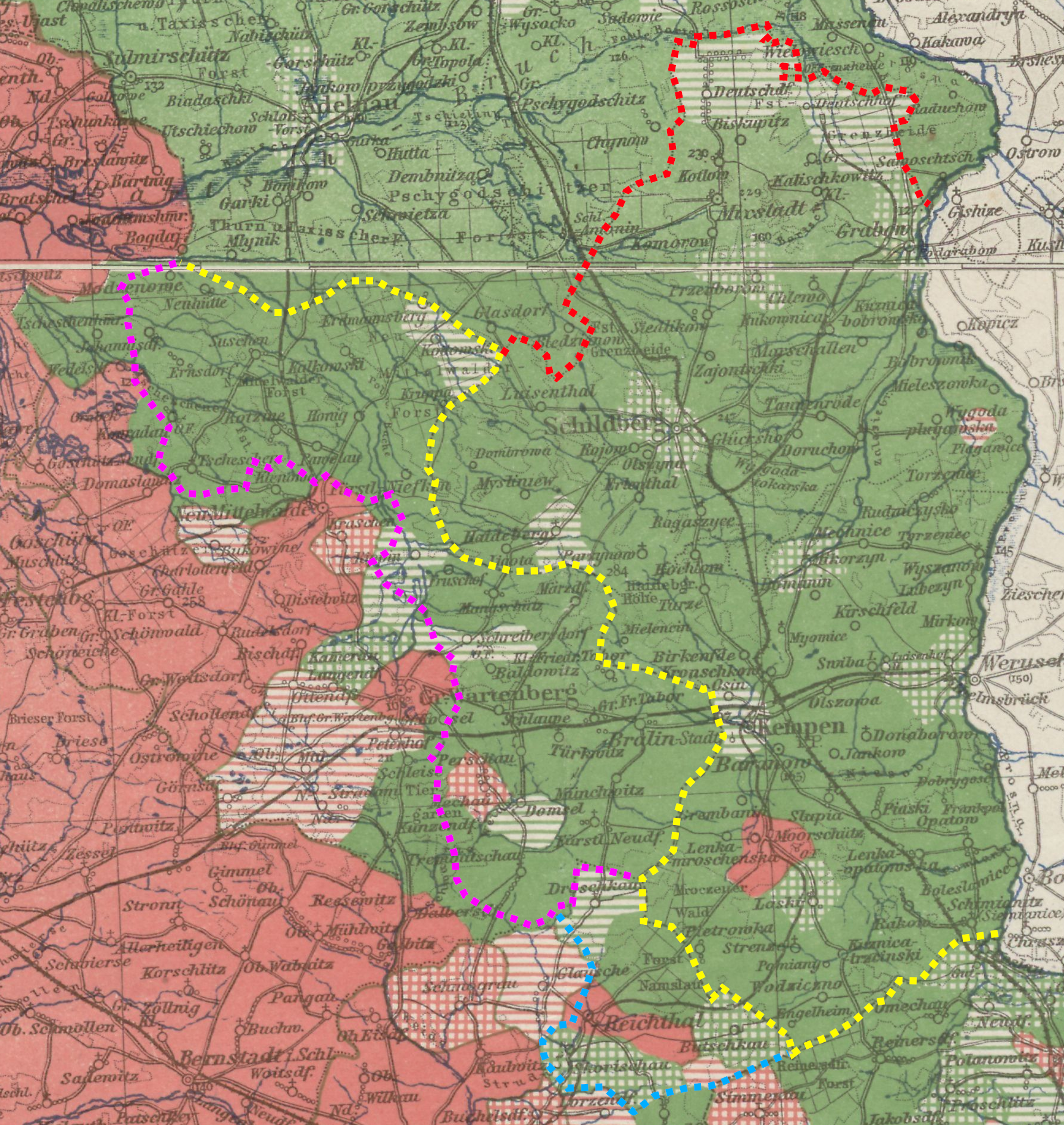
Sprachkarte aus dem Jahr 1910: Gelbe gestrichelte Linie: schlesisch-großpolnische Grenze, rosarote gestrichelte Linie: neue Grenze aus dem Jahr 1920

Der Gründungsprivileg des Dorfs, wahrscheinlich schon mit einer Kirche, wurde am 1. Juni 1260 vom Bishof Wilhelm I. von Lebus für Siedler mit meistens slawischstämmigen Personennamen ausgestellt. Der Ort wurde um 1305 im Liber fundationis episcopatus Vratislaviensis (Zehntregister des Bistums Breslau) als Slonczha urkundlich erwähnt.
In der Zeit der Reformation war die Ortskirche abwechselnd in protestantischen und katholischen Händen, ab 1631 war sie nur römisch-katholisch.
Nach dem Ersten Schlesischen Krieg 1742 fiel der Ort zusammen mit dem größten Teil Schlesiens an Preußen. Das Dorf war überwiegend römisch-katholisch, 1905 gab es 621 Römisch-Katholiken und 91 Lutheraner. 1851 wurde die heutige Kirche errichtet.
Mit dem überwiegend polnischsprachigen Ostteil des Landkreises Groß Wartenberg wurde Ślizów zum 10. Januar 1920 infolge des Versailler Vertrags vom Deutschen Reich an das wiedergegründete Polen abgetreten, wurde aber sechs Monate später mit dem benachbarten Dorf Dziadowa Kłoda und dem wichtigen Weg nach Süden dank Bemühungen des Wartenberger Hauptmanns Detlev von Reinersdorf an Deutschland zurückgegeben.
Als Folge des Zweiten Weltkriegs fiel Schleise wie fast ganz Schlesien 1945 an Polen, wurde in Ślizów umbenannt und der Woiwodschaft Breslau angegliedert. Die deutsche Bevölkerung wurde, soweit sie nicht vorher geflohen war, weitgehend vertrieben (z. B. im Oktober 1946 332 Personen). Die neu angesiedelten Bewohner (1945 bis 1950 insgesamt 128 Familien) waren zum Teil Heimatvertriebene aus Ostpolen. Von 1975 bis 1998 gehörte Ślizów zur Woiwodschaft Kalisz. 1999 kam der Ort zum Powiat Oleśnicki in der Woiwodschaft Niederschlesien.

## Persönlichkeiten
- Calixt Biron von Curland (1817–1882), Offizier und Mitglied des Preußischen Herrenhauses;